# Denis Seznec
Pour les articles homonymes, voir Seznec (homonymie).
Denis Le Her ou Denis Le Her-Seznec, plus connu sous le nom de Denis Seznec, né le 26 décembre 1946, est un écrivain et conférencier français. C'est l'un des petits-fils de Guillaume Seznec et le défenseur de la thèse de la totale innocence de celui-ci dans l'affaire qui lui a valu une condamnation pour faux et pour meurtre sans préméditation en 1924.

## Biographie

### Un petit-fils de Guillaume Seznec, fils d'un témoin majeur de l'affaire Seznec (1946-1977)
Denis Seznec est le fils de Jeanne Seznec, fille de Guillaume Seznec, et de François Le Her. Il a deux frères, Jean-Claude, canonnier en Indochine, aujourd'hui décédé, et Bernard, qui s'est suicidé en 1994, et une sœur, Francette.
François Le Her serait, selon ses propres dires, l'un des derniers à avoir croisé en 1923 Pierre Quemeneur et il a témoigné en 1924 en faveur de Guillaume lors de son procès. Jeanne l'épouse en 1944, peut-être pour en savoir davantage sur l'affaire, mais François Le Her la bat et menace de revenir sur son témoignage. Le 3 octobre 1948 Jeanne finit par le tuer d'un coup de revolver, ce qui la conduit devant une cour d'assises où elle est acquittée à l'unanimité,.
Compositeur-typographe, Denis Seznec devient réviseur au Journal officiel, milite à la CGT du Livre afin de la démocratiser de l'intérieur[réf. nécessaire] et voyage beaucoup. 
Jeanne attendra le retour du bagne de son père pour faire baptiser Denis, dont Guillaume deviendra le parrain. Quelques années plus tard, elle lui confiera une valise contenant tous les documents relatifs à l'affaire. Denis Seznec reprendra le flambeau de toute sa famille[réf. nécessaire] afin de faire réhabiliter son grand-père et de laver l'honneur des Seznec. Il y consacrera sa vie en compagnie de sa femme Martine. Ils essaieront pendant trente ans d'avoir un enfant, penseront en adopter, mais l'affaire les en empêchera.

### Le défenseur médiatique de la thèse de l'erreur judiciaire dans l'affaire Seznec (1977-2006)
À partir de 1977, date de la treizième demande de révision de l'affaire, il milite pour la réhabilitation de son grand-père accusé du meurtre de Pierre Quéméneur, conseiller général du Finistère en 1923 et condamné aux travaux forcés à perpétuité en novembre 1924,.
Écrivain et conférencier (il a tenu plus de 1500 conférences à ce jour[réf. souhaitée]), Denis Seznec est l'auteur de plusieurs livres sur l'affaire Seznec, dont le best-seller Nous les Seznec vendu à plus de 200 000 exemplaires, il est actuellement Président d'honneur de l'association France-Justice. Association qui a permis la réhabilitation de plusieurs personnes accusées à tort[réf. nécessaire].

### Le ralliement au Front national (depuis 2011)
Après avoir surpris l'opinion publique en assistant en septembre 2011 aux journées d'été du Front national (FN) à l'invitation de l'avocat Gilbert Collard,, Denis Seznec rejoint en avril 2012 le comité de soutien de Marine Le Pen pour les élections présidentielles,. Pour l'avocat Denis Langlois, « ceux qui soutiennent l'innocence de Guillaume Seznec ne se recrutent guère dans les rangs du Front national, mais en majorité à gauche. Ils apprécient peu que le petit-fils ait parcouru en l'espace de quarante ans tout l'éventail politique : de l'extrême gauche en mai 1968, jusqu'à l'extrême droite, en passant par le syndicat CGT-Livre lorsqu'il était correcteur d'imprimerie, et le gaullisme comme il l'affirme. [...] Dans les mois qui viennent les attaques se multiplient. Le 27 octobre 2013, Denis Seznec en est réduit à présenter sa démission de président de France-Justice [...] Son erreur politique lui a aliéné l'essentiel de ses soutiens.  » 
Jean-Pierre Marini, président de l'association Droits et Libertés, elle-même membre de France Justice, déclare à ce propos : « La démission de Denis Seznec comme président actif de France Justice nous place devant une situation inconnue et délicate, car cet homme courageux a porté cette belle association trop souvent sur ses seules épaules, d’où sa lassitude, que nous comprenons bien. Son départ peut signifier la fin d’une association qui a réuni plus de 1 500 personnes, dont de nombreuses personnalités ». 
Après la promulgation de la loi du 20 juin 2014 relative à la réforme des procédures de révision et de réexamen d'une condamnation pénale définitive qui ouvre la possibilité d'une révision au bénéfice du doute et à la demande des descendants jusqu'à la 4e génération, Denis Seznec annonce en décembre 2014 vouloir déposer une nouvelle demande de révision de l'affaire. Il ne donne cependant  pas suite après la publication en janvier 2015 du livre de Denis Langlois, Pour en finir avec l'affaire Seznec : l'ex-avocat de la famille Seznec y fait état de ce qu'il nomme « le secret de la famille Seznec », à savoir un témoignage supposé, mettant en cause l'épouse de Guillaume Seznec, Marie-Jeanne, dans la mort accidentelle de Pierre Quémeneur en 1923. Denis Seznec réagit à cette publication en affirmant : « il n'y a pas de secret de famille. »

## Le défenseur d'une thèse contestée
Michel Pierre, spécialiste de l'histoire du bagne, note à propos du livre Seznec : le bagne : « Telles que sont rapportées [les années que Guillaume Seznec a passées en Guyane] par son petit-fils dans un ouvrage récent, on entre justement dans la catégorie du roman où l’auteur prend de singulières libertés avec la vérité historique » et s'indigne de ce que « ce type d’ouvrage tend à instaurer une sorte de confusion entre la peine de la transportation telle qu’elle a été vécue en Guyane à cette époque et les camps d’extermination nazis. Ce qui est historiquement faux et moralement inadmissible. » Cet historien est également très critique sur les accusations proférées par Denis Le Her, selon qui les auteurs de la supposée machination montée contre son grand-père seraient... les francs-maçons : « Il y a ainsi d’incroyables perversions de raisonnement où les mots « trafic » et « complot » renvoient automatiquement au pouvoir, et le pouvoir aux francs-maçons avec un détour par les Soviétiques et, pourquoi pas ?, par les Cadillac, symboles du capitalisme américain ».
Jean-Marc Berlière, spécialiste de l'histoire des polices en France, estime quant à lui que « l’affaire Seznec a vu un combat mené des décennies durant par un petit-fils, Denis Le Her. En dépit de « shows » très rodés et d’un lobbying effréné qui a même touché une garde des Sceaux d’origine bretonne [il s'agit de Marylise Lebranchu], en dépit d’un livre peu rigoureux vendu à deux millions d’exemplaires, ce dernier n’a pas obtenu une révision dont la 14e demande, fondée sur des arguments parfois surprenants, démontrait surtout une méconnaissance des documents judiciaires, des enquêtes de police et des faits. »
Denis Langlois, avocat de la famille Seznec de 1976 à 1990, avance que le choix de Denis Seznec en faveur de la thèse de l'innocence totale de son grand-père, victime supposée d'une machination policière, ainsi que sa stratégie de médiatisation visant à faire pression sur la Justice, sont à l'origine de l'échec des demandes de révision depuis lors : « L'échec survient logiquement en 1996, et là, il est difficile de comprendre que la stratégie reste imperturbablement la même. Des révélations ont montré pourquoi les magistrats de la Commission ont rejeté la demande. Ils ont été heurtés essentiellement par la médiatisation excessive de l'affaire et l'affirmation de l'innocence pleine et entière de Guillaume Seznec, alors que sa participation aux faux leur paraît indiscutable [...] [En 2006], Denis Seznec, ainsi que ses avocats persévèrent dans leur stratégie du « tout ou rien ». Ils ne font aucune concession, ne reconnaissent aucune part de culpabilité et, d'une façon logique, – et j'oserais dire morale – se voient opposer un refus. Pour les magistrats de la Cour de révision, Seznec n'est pas totalement innocent, alors qu'on leur demande de le déclarer officiellement, d'officialiser en quelque sorte « la légende Seznec ». La potion est trop difficile à avaler.  » Dans le même ordre d'idées, pour le magistrat et chercheur Denis Salas, « Denis Seznec a une dette envers son aïeul. Il mène, avec le soutien populaire et médiatique, une quête morale pour la réhabilitation du nom de sa famille. Mais l'institution judiciaire n'est pas engagée par ce combat moral, aussi respectable soit-il. La logique judiciaire est une logique froide, une logique qui repose sur l'examen des faits, sur le fond du dossier. »

## Publications
- Denis Le Her-Seznec, Nous, les Seznec, Paris, Robert Laffont, 1997 (1re éd. 1992), 449 p. (ISBN 2-221-08427-6, 2-221-06850-5 et 978-2-221-11440-7).
- Denis Seznec, Seznec : le bagne, Paris, Robert Laffont, 2001, 397 p. (ISBN 2-221-07653-2).
- Denis Seznec, L'affaire Seznec en photos : des assises au bagne, Paris, Robert Laffont, 2010, 134 p. (ISBN 978-2-221-11586-2).